# Anders Andersson (labdarúgó)
Anders Andersson (Tomelilla, 1974. március 15. –) svéd válogatott labdarúgó.
A svéd válogatott tagjaként részt vett a 2000-es és a 2004-es Európa-bajnokságon.

## Statisztika
| Szezon    | Klub             | Mérkőzések | Gólok |
| --------- | ---------------- | ---------- | ----- |
| 1991      | Malmö FF         | 1          | 0     |
| 1992      | Malmö FF         | 28         | 3     |
| 1993      | Malmö FF         | 19         | 4     |
| 1994      | Malmö FF         | 19         | 2     |
| 1995      | Malmö FF         | 23         | 3     |
| 1996      | Malmö FF         | 23         | 5     |
| 1997      | Malmö FF         | 13         | 2     |
| 1997      | Blackburn Rovers | 4          | 0     |
| 1998-1999 | Blackburn Rovers | 0          | 0     |
| 1998-1999 | AaB              | 21         | 1     |
| 1999-2000 | AaB              | 29         | 6     |
| 2000-2001 | AaB              | 20         | 1     |
| 2001-2002 | Benfica          | 23         | 1     |
| 2002-2003 | Benfica          | 16         | 0     |
| 2003-2004 | Benfica          | 9          | 0     |
| 2003-2004 | Belenenses       | 10         | 0     |
| 2004-2005 | Belenenses       |            |       |
| 2005      | Malmö FF         |            |       |